# Biomassa (ekonomi)

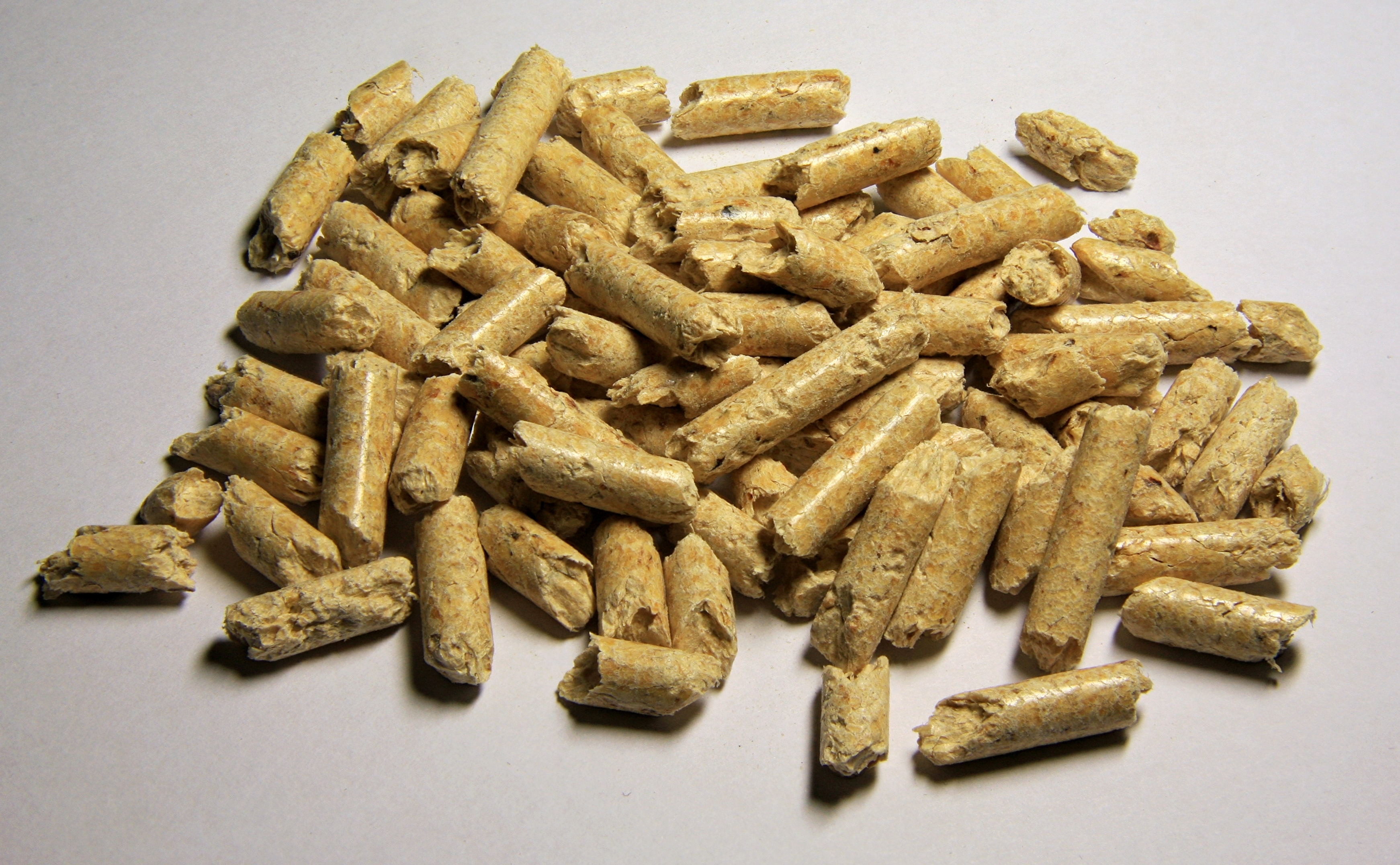
Träpellets

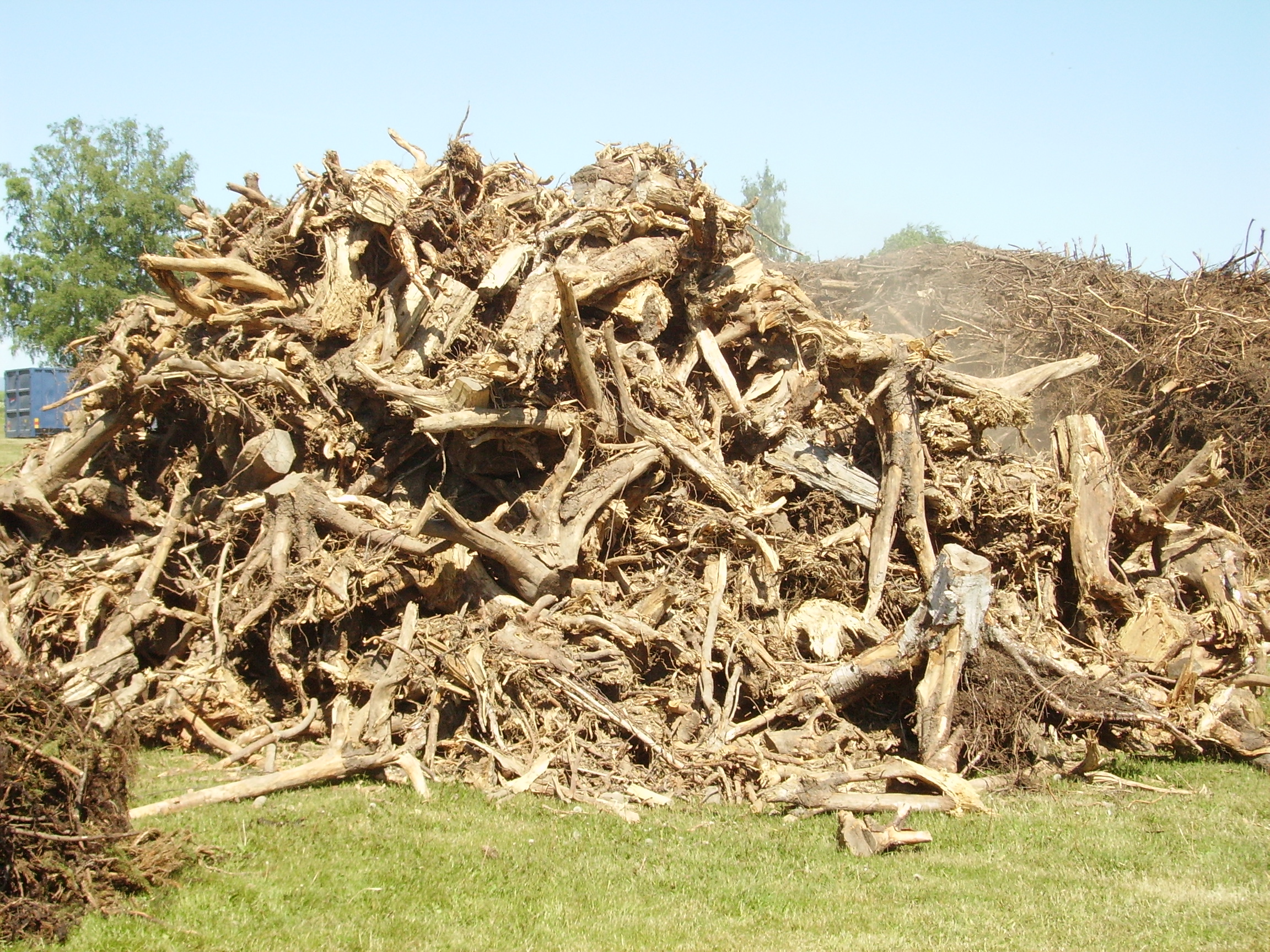
Restträ från stubbar.

Biomassa i ekologiska sammanhang är materia som ingår i levande organismer. I ekonomiska sammanhang är det inte längre levande biologisk massa som kan användas till energiutvinning, i praktiken främst genom förbränning, antingen direkt eller efter omvandling till flytande eller gasformigt bränsle.

## Definition
Definitionen av biomassa enligt Naturvårdsverkets föreskrift NFS 2002:26 är produkter bestående av vegetabiliskt material från jord- och skogsbruk som kan användas som bränsle för utvinning av energiinnehållet samt följande avfall som används som bränslen:
- avfall från jord- och skogsbruk,
- vegetabiliskt avfall från livsmedelsindustrin, om den alstrade värmen återvinns,
- vegetabiliskt fiberhaltigt avfall som uppstått vid produktion av nyfiberpappersmassa

och vid pappersproduktion,
- korkavfall, och
- träavfall med undantag för träavfall som kan innehålla organiska halogenföreningar eller tungmetaller till följd av behandling med träskyddsmedel eller till följd av ytbehandling och som särskilt omfattar sådant träavfall från bygg- och rivningsavfall.